# Internationella handtvättsdagen
Internationella handtvättsdagen (Global Handwashing Day, även Internationella handtvättardagen) hålls den 15 oktober för handhygien. Initiativet startades av Public-Private Partnership for Handwashing (PPPHW) där bland annat Unicef, Världsbanken, Centers for Disease Control and Prevention och The London School of Hygiene & Tropical Medicine ingår. Dagen firades för första gången 2008.

## Mål
Målgruppen för Internationella handtvättsdagen är barn och skolor med målet att:
- främja och stödja en global och lokal kultur kring handtvätt med tvål.
- titta närmare på hur man tvättar händerna i de olika länderna.
- öka medvetenheten om fördelarna med att tvätta händerna med tvål.